# アレクサンドル・ラズトキン
アレクサンドル・ラズトキン（ロシア語: Александр Иванович Лазуткин, ラテン文字転写: Aleksandr Ivanovich Lazutkin, 1957年10月30日 - ）はロシアの宇宙飛行士である。既婚で2人の子供がいる。
彼は1992年3月3日に宇宙飛行士に選ばれ、ソユーズTM-25でフライトエンジニアとして初めて宇宙飛行した。
ラズトキンは、補給船との衝突が起こった時にミールに乗っていた。この事故について、彼はステーションから空気が漏れていたのは明白だと述べている。ステーションの雑音のために音は聞こえなかったが、気圧の減少は耳で感じられたという。乗組員は安全な場所に避難し、ラズトキン自身は損傷した部分のハッチを閉めに向かった。彼はすぐに空気がこれ以上漏れることはないと分かったが、その時起こったことによって彼の手が震えるのが分かった。彼はあまりの恐怖で、なぜ手が震えているのか認識できなかったと語っている。その後すぐにステーションは地球の夜の部分に入り、電力の供給がなくなった。その無音と暗闇の空間は、彼がそれまで経験したことのなかったものだったと語っている。ラズトキンは地球の表面が仄暗く輝いているのを見下ろすと、自分の死すべき運命と悲惨な状況を深く考えたが、「そんなに悪い状況じゃない、自分はまだ生きている。」と考えた。
ラズトキンは現在、若者に宇宙科学の魅力を伝える手伝いをしている。